# Higuera Trillana
Higuera Trillana es un cultivo de higuera de tipo higo común, denominada en Botánica como  Ficus carica, bífera, es decir que produce dos cosechas por temporada: brevas en primavera-verano, e higos de verano-otoño. Los higos de epidermis tienen color de fondo vino tinto oscuro  con una  mancha irregular de color verde amarillento en la zona del cuello junto al pedúnculo y  lenticelas muy escasas pequeñas, de color rojizo. Es oriunda de Trillo, Provincia de Guadalajara, Castilla-La Mancha, se está cultivando en el vivero de ANSE "Asociación de Naturalistas del Sureste", donde cultivan variedades frutícolas y hortícolas de la herencia para su conservación y recuperación de su cultivo.

## Sinonimia
- „sin sinónimos“.[6][7][8]

## Historia
Nuestra higuera Ficus carica, procede de Oriente Medio y sus frutos formaron parte de la dieta de nuestros más lejanos antepasados. Se cree que fueron fenicios y griegos los que difundieron su cultivo por toda la cuenca del mar Mediterráneo. Es un árbol muy resistente a la sequía, muy poco exigente en suelos y en labores en general.
Los higos secos son muy apreciados desde antiguo por sus propiedades energéticas, además de ser muy agradables al paladar por su sabor dulce y por su alto contenido en fibra; son muy digestivos al ser ricos en cradina, sustancia que resulta ser un excelente tónico para personas que realizan esfuerzos físicos e intelectuales.
España se ha consolidado en los últimos años como el mayor productor de higos de la Unión Europea y el noveno a nivel mundial, según los datos de "FAOSTAT" (Estadísticas de la FAO) del 2012 que recoge un reciente estudio elaborado por investigadores del « “Centro de Investigación Finca La Orden- Valdesequera” ».
La higuera 'Higuera Trillana' es oriunda de la localidad alcarreña de Trillo, Provincia de Guadalajara, Castilla-La Mancha. Se está cultivando en la Región de Murcia en el vivero de ANSE "Asociación de Naturalistas del Sureste", tanto en el "Vivero del Barrio de la Concepción" (instalaciones cedidas por el Ayuntamiento de Cartagena) como en las "Canteras Romanas", donde cultivan variedades frutícolas y hortícolas de la herencia para su conservación y recuperación del cultivo en la agricultura o en jardines particulares.
Las estacas de plantación proceden de una higuera antigua que está entre muros de piedra en ruinas de un antiguo corral. Pudiera tratarse de una variedad muy interesante, pues parece resistente al frío, ya que el lugar donde vive en Trillo las temperaturas pueden caer hasta -18 °C. Se le ha dado este nombre por no tener ninguno reconocido, se le ha dado el de su lugar de origen.

## Características
La higuera 'Higuera Trillana' es una variedad bífera de tipo higo común. Árbol de mediano desarrollo, follaje denso, hojas trilobuladas con pentalobuladas. La 'Higuera Trillana' es de producción nula de brevas en los climas de heladas fuertes y muy alta de higos.
Las brevas de la 'Higuera Trillana' en su lugar de origen con fuertes heladas en invierno de unos -18 °C se hielan en las ramas y en primavera están secas y no llegan a desarrollarse.
Los higos 'Higuera Trillana' son higos redondeados en forma esférica achatada, de tamaño grande de unos 50 gramos en promedio, de epidermis gruesa resistente, de color de fondo vino tinto oscuro con sobre color mancha irregular de color verde amarillento en la zona del cuello junto al pedúnculo, lenticelas muy escasas pequeñas de color rojizo; cuello muy corto casi inexistente; pedúnculo corto y grueso de color verde oscuro, con escamas pedúnculares pequeñas de color verde amarillo; costillas marcadas. Mesocarpio de grosor mediano y color blanco; cavidad interna pequeña con aquenios pequeños numerosos; pulpa de color rojo frutos del bosque, dulce y jugosa; con un ºBrix (grado de azúcar) de 24, con firmeza media. De una calidad buena en su valoración organoléptica, son de un inicio de maduración desde finales de agosto a mediados de octubre.

## Cultivo y usos
'Higuera Trillana', es una variedad de higo con piel de grosor medio, se puede consumir en fresco y en seco.